# Lachapelle-Auzac
Lachapelle-Auzac est une commune française, située dans le nord du département du Lot en région Occitanie.
Elle est également dans le causse de Martel, une région naturelle constituant le plus septentrional des quatre causses du Quercy, entre Limousin, vallées de la Tourmente et de la Dordogne.
Exposée à un climat océanique altéré, elle est drainée par la Borrèze et par deux autres cours d'eau. Incluse dans le bassin de la Dordogne, la commune possède un patrimoine naturel remarquable composé de quatre zones naturelles d'intérêt écologique, faunistique et floristique.
Lachapelle-Auzac est une commune rurale qui compte 796 habitants en 2022. Elle est dans l'agglomération de Souillac et fait partie de l'aire d'attraction de Souillac. Ses habitants sont appelés les Chapellais ou  Chapellaises.

## Géographie
Dans le nord du département du Lot, la commune de Lachapelle-Auzac fait partie de l'unité urbaine de Souillac et de son aire d'attraction.

### Hydrographie
Le ruisseau de Blagour, le ruisseau du Boulet sont les principaux cours d'eau parcourant la commune.

### Communes limitrophes
|          | Gignac           | Cuzance |
|          | Lachapelle-Auzac | Baladou |
| Souillac |                  | Mayrac  |

### Climat
Pour des articles plus généraux, voir Climat de l'Occitanie et Climat du Lot.
En 2010, le climat de la commune est de type climat océanique altéré, selon une étude s'appuyant sur une série de données couvrant la période 1971-2000. En 2020, Météo-France publie une typologie des climats de la France métropolitaine dans laquelle la commune est toujours exposée à un climat océanique altéré et est dans la région climatique Ouest et nord-ouest du Massif Central, caractérisée par une pluviométrie annuelle de 900 à 1 500 mm, maximale en automne et en hiver.
Pour la période 1971-2000, la température annuelle moyenne est de 12,9 °C, avec une amplitude thermique annuelle de 15,3 °C. Le cumul annuel moyen de précipitations est de 965 mm, avec 11,6 jours de précipitations en janvier et 6,8 jours en juillet. Pour la période 1991-2020, la température moyenne annuelle observée sur la station météorologique la plus proche, située sur la commune de Salignac-Eyvigues à 14 km à vol d'oiseau, est de 13,0 °C et le cumul annuel moyen de précipitations est de 907,1 mm,. Pour l'avenir, les paramètres climatiques de la commune estimés pour 2050 selon différents scénarios d’émission de gaz à effet de serre sont consultables sur un site dédié publié par Météo-France en novembre 2022.

### Milieux naturels et biodiversité

#### Espaces protégés
La protection réglementaire est le mode d’intervention le plus fort pour préserver des espaces naturels remarquables et leur biodiversité associée,.
La commune fait partie de la zone de transition du bassin de la Dordogne, un territoire d'une superficie de 1 880 258 ha reconnu réserve de biosphère par l'UNESCO en juillet 2012,.

#### Zones naturelles d'intérêt écologique, faunistique et floristique

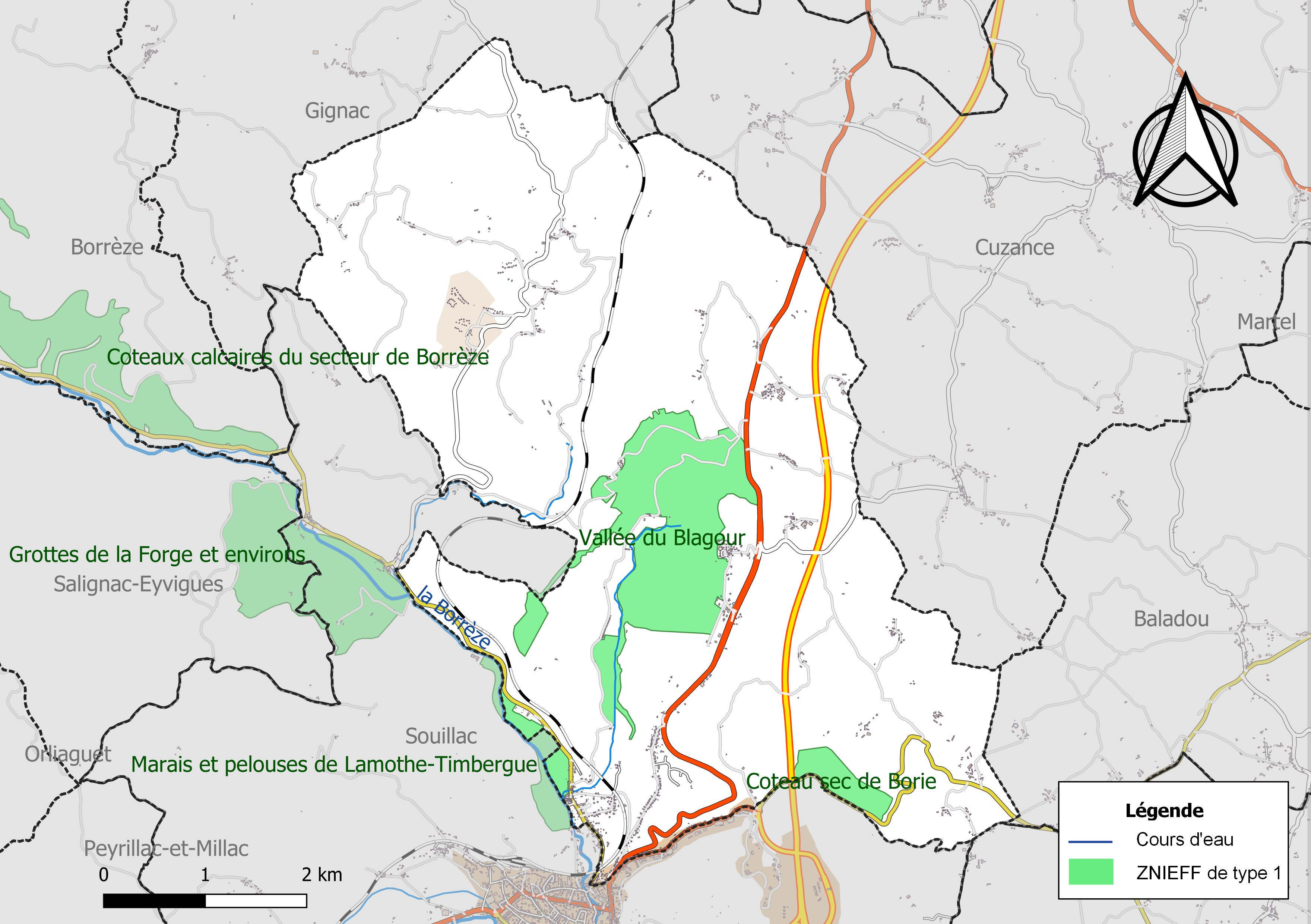
Carte des ZNIEFF de type 1 localisées sur la commune.

L’inventaire des zones naturelles d'intérêt écologique, faunistique et floristique (ZNIEFF) a pour objectif de réaliser une couverture des zones les plus intéressantes sur le plan écologique, essentiellement dans la perspective d’améliorer la connaissance du patrimoine naturel national et de fournir aux différents décideurs un outil d’aide à la prise en compte de l’environnement dans l’aménagement du territoire.
Quatre ZNIEFF de type 1 sont recensées sur la commune :
- le « coteau sec de Borie » (28 ha)[13] ;
- les « grottes de la Forge et environs » (170 ha), couvrant 3 communes dont une dans la Dordogne et deux dans le Lot[14] ; seule une toute petite zone de moins d'un hectare concerne Lachapelle-Auzac, au nord-ouest du lieu-dit les Malherbes, en bordure de la route départementale 15[15] ;
- le « marais et pelouses de Lamothe-Timbergue » (41 ha), couvrant 2 communes du département[16].
- la « vallée du Blagour » (252 ha), couvrant 2 communes du département[17] ;

## Urbanisme

### Typologie
Au 1er janvier 2024, Lachapelle-Auzac est catégorisée bourg rural, selon la nouvelle grille communale de densité à sept niveaux définie par l'Insee en 2022.
Elle appartient à l'unité urbaine de Souillac, une agglomération intra-départementale regroupant deux  communes, dont elle est une commune de la banlieue,,. Par ailleurs la commune fait partie de l'aire d'attraction de Souillac, dont elle est une commune du pôle principal,. Cette aire, qui regroupe 11 communes, est catégorisée dans les aires de moins de 50 000 habitants,.

### Occupation des sols
L'occupation des sols de la commune, telle qu'elle ressort de la base de données européenne d’occupation biophysique des sols Corine Land Cover (CLC), est marquée par l'importance des forêts et milieux semi-naturels (68 % en 2018), une proportion sensiblement équivalente à celle de 1990 (68,7 %). La répartition détaillée en 2018 est la suivante : 
forêts (65 %), prairies (19 %), zones agricoles hétérogènes (8,9 %), milieux à végétation arbustive et/ou herbacée (3,1 %), zones urbanisées (2,5 %), espaces verts artificialisés, non agricoles (1,5 %). L'évolution de l’occupation des sols de la commune et de ses infrastructures peut être observée sur les différentes représentations cartographiques du territoire : la carte de Cassini (XVIIIe siècle), la carte d'état-major (1820-1866) et les cartes ou photos aériennes de l'IGN pour la période actuelle (1950 à aujourd'hui).

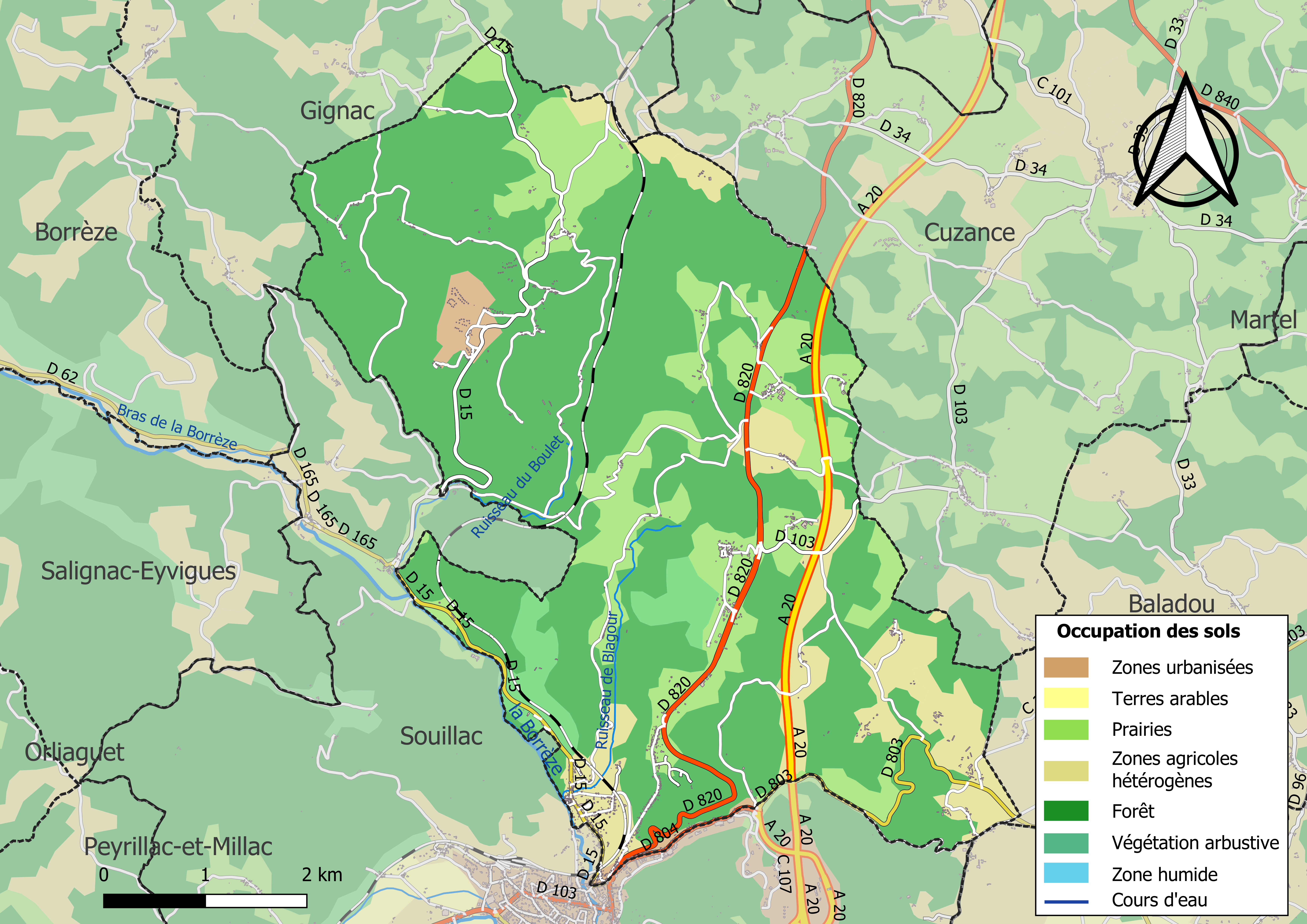
Carte des infrastructures et de l'occupation des sols de la commune en 2018 (CLC).

### Risques majeurs
Le territoire de la commune de Lachapelle-Auzac est vulnérable à différents aléas naturels : météorologiques (tempête, orage, neige, grand froid, canicule ou sécheresse), inondations, feux de forêts, mouvements de terrains et séisme (sismicité très faible). Il est également exposé à un risque technologique,  le transport de matières dangereuses. Un site publié par le BRGM permet d'évaluer simplement et rapidement les risques d'un bien localisé soit par son adresse soit par le numéro de sa parcelle.

#### Risques naturels
Certaines parties du territoire communal sont susceptibles d’être affectées par le risque d’inondation par débordement de cours d'eau, notamment la Borrèze. La cartographie des zones inondables en ex-Midi-Pyrénées réalisée dans le cadre du XIe Contrat de plan État-région, visant à informer les citoyens et les décideurs sur le risque d’inondation, est accessible sur le site de la DREAL Occitanie. La commune a été reconnue en état de catastrophe naturelle au titre des dommages causés par les inondations et coulées de boue survenues en 1982, 1992, 1996 et 1999,.
Lachapelle-Auzac est exposée au risque de feu de forêt. Un plan départemental de protection des forêts contre les incendies a été approuvé par arrêté préfectoral le 30 novembre 2015 pour la période 2015-2025. Les propriétaires doivent ainsi couper les broussailles, les arbustes et les branches basses sur une profondeur de 50 mètres, aux abords des constructions, chantiers, travaux et installations de toute nature, situées à moins de 200 mètres de terrains en nature
de bois, forêts, plantations, reboisements, landes ou friches. Le brûlage des déchets issus de l’entretien des parcs et jardins des ménages et des collectivités est interdit. L’écobuage est également interdit, ainsi que les feux de type méchouis et barbecues, à l’exception de ceux prévus dans des installations fixes (non situées sous couvert d'arbres) constituant une dépendance d'habitation.

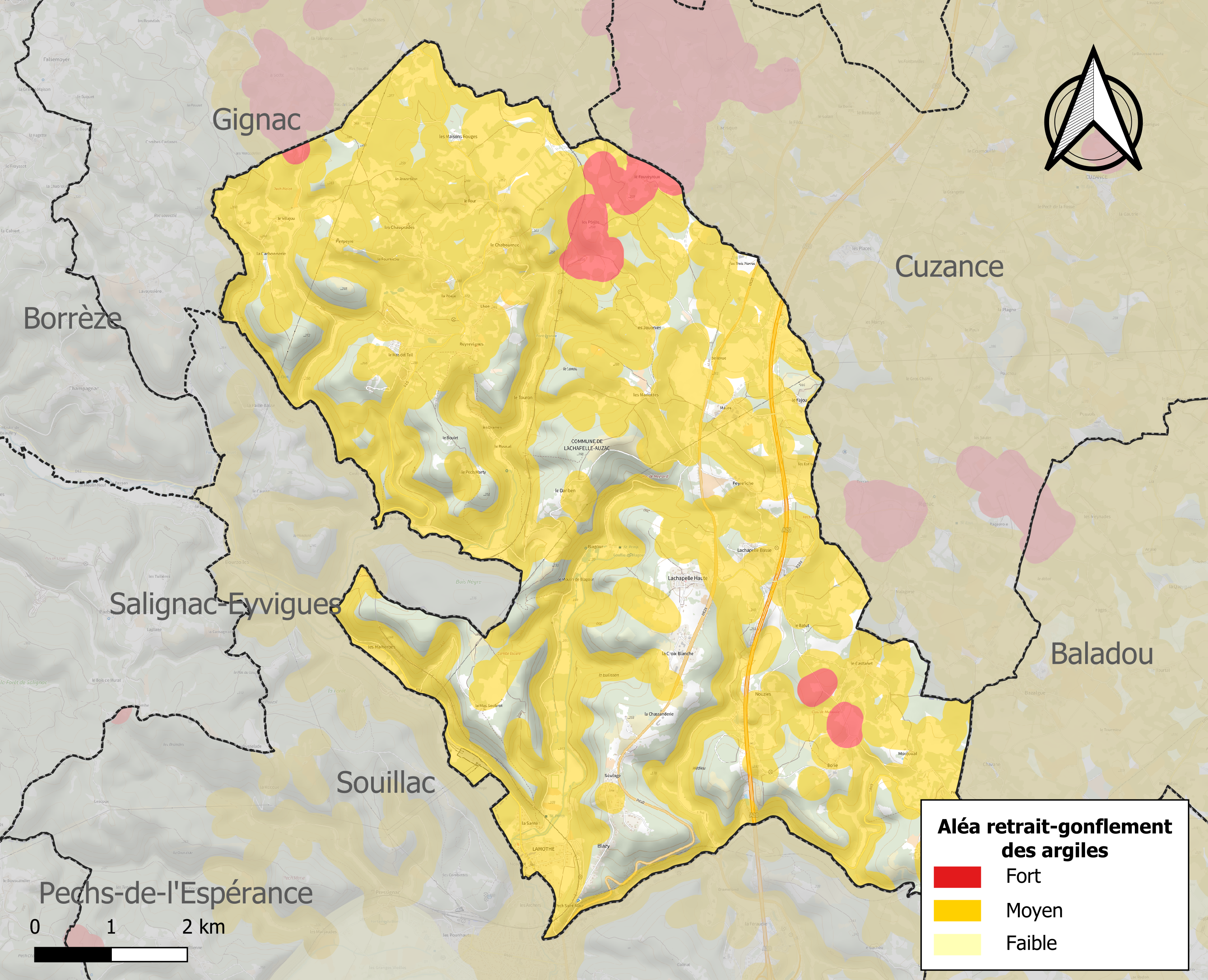
Carte des zones d'aléa retrait-gonflement des sols argileux de Lachapelle-Auzac.

Les mouvements de terrains susceptibles de se produire sur la commune sont des affaissements et effondrements liés aux cavités souterraines (hors mines) et des éboulements, chutes de pierres et de blocs. Par ailleurs, afin de mieux appréhender le risque d’affaissement de terrain, l'inventaire national des cavités souterraines permet de localiser celles situées sur la commune.
Le retrait-gonflement des sols argileux est susceptible d'engendrer des dommages importants aux bâtiments en cas d’alternance de périodes de sécheresse et de pluie. 74,9 % de la superficie communale est en aléa moyen ou fort (67,7 % au niveau départemental et 48,5 % au niveau national). Sur les 569 bâtiments dénombrés sur la commune en 2019, 428 sont en aléa moyen ou fort, soit 75 %, à comparer aux 72 % au niveau départemental et 54 % au niveau national. Une cartographie de l'exposition du territoire national au retrait gonflement des sols argileux est disponible sur le site du BRGM,.
Par ailleurs, afin de mieux appréhender le risque d’affaissement de terrain, l'inventaire national des cavités souterraines permet de localiser celles situées sur la commune.
Concernant les mouvements de terrains, la commune a été reconnue en état de catastrophe naturelle au titre des dommages causés par des mouvements de terrain en 1999.

#### Risques technologiques
Le risque de transport de matières dangereuses sur la commune est lié à sa traversée par une route à fort trafic et une ligne de chemin de fer. Un accident se produisant sur de telles infrastructures est susceptible d’avoir des effets graves sur les biens, les personnes ou l'environnement, selon la nature du matériau transporté. Des dispositions d’urbanisme peuvent être préconisées en conséquence.

## Toponymie
Le toponyme Lacapelle-Auzac est basé, pour sa première partie, sur le latin Capella qui désigne une chapelle. Auzac est basé sur un anthroponyme Auvitius. La terminaison -ac est issue du suffixe gaulois -acon (lui-même du celtique commun *-āko-), souvent latinisé en -acum dans les textes.

## Histoire

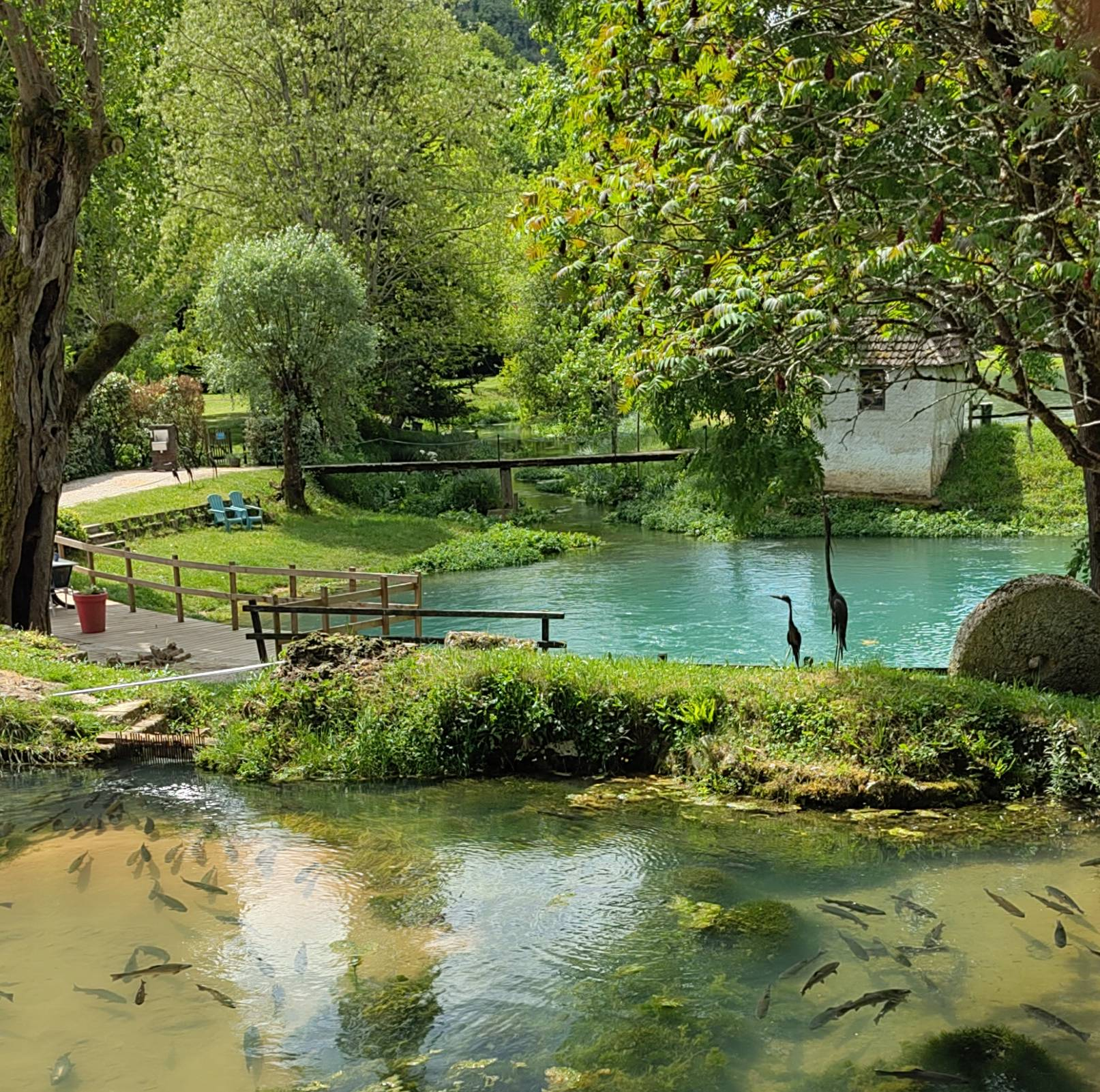
Les deux vasques du gouffre du Blagour

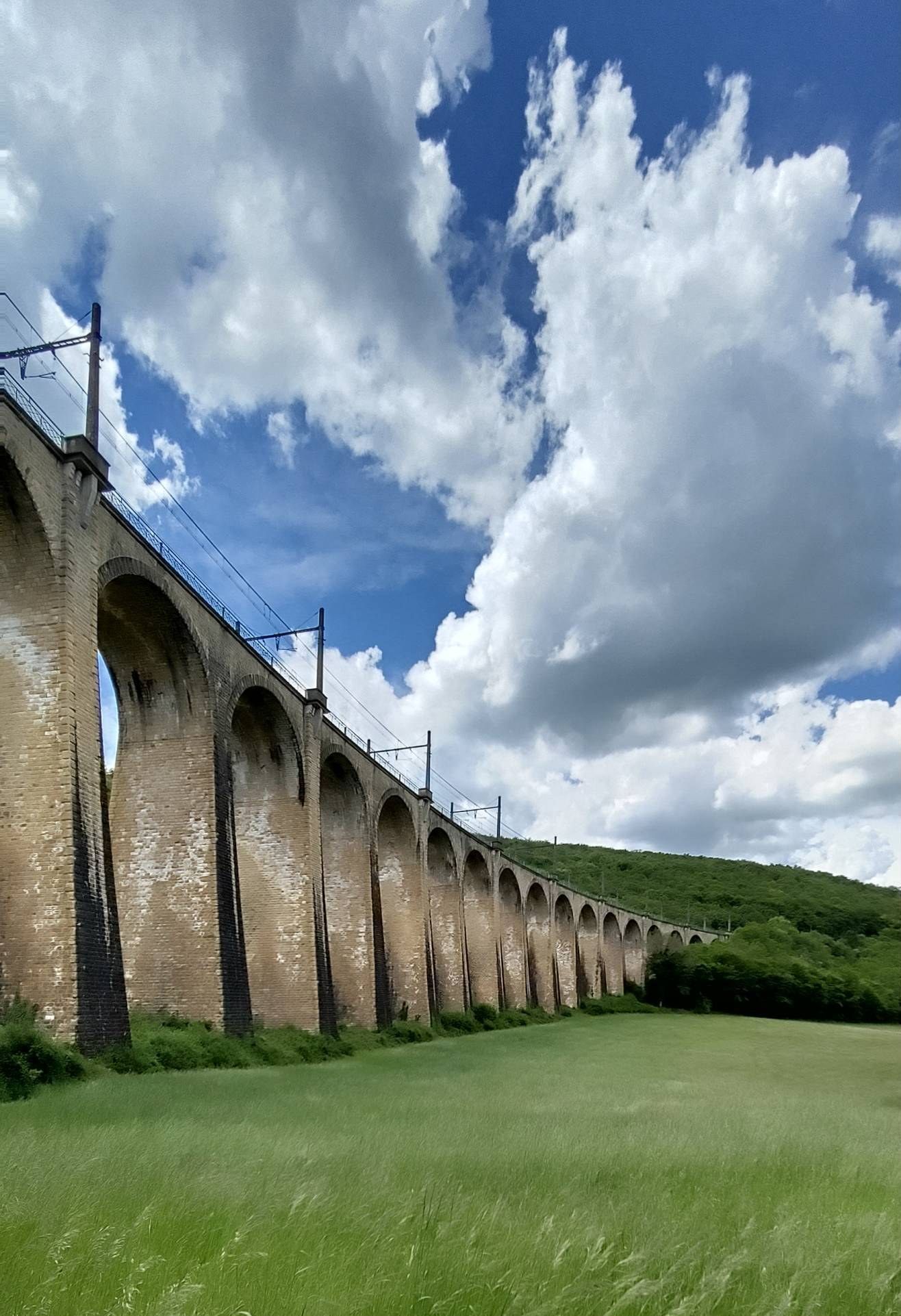
Le Viaduc du Boulet vu de la vallée

A la fin du XIXe siècle, les lignes ferroviaires Paris-Toulouse et Souillac-Viescamp-sous-Jallès sont édifiées sur la commune de Lachapelle-Auzac et ont nécessité de grand ouvrages d'art : ponts, talus et tunnels.
- Le viaduc du Boulet,  haut de 37 mètres et long de 476 a été construit entre 1882 et 1888. Il est composé de 26 arches en pierre. Il a nécessité le travail de près de 2000 ouvriers logés dans une soixantaine de baraquements provisoires[29].
- Le viaduc de Lamothe, haut de 30 mètres et long de 572, commencé en 1883, fut terminé en 1888. Il comprend 15 arches en pierre dont 4 sont recouvertes d'une travée métallique[30].
- Le viaduc de Bramefond, haut de 44 m et long de 322, fut terminé en 1889. Il est composé de 14 arches en pierre[31].

Les 2 et 3 août 1944, deux américains du commando OSS Emily et les FTP du maquis de Cuzance sabotent le viaduc de Lamothe sur la ligne Paris Toulouse. Cet ouvrage ferroviaire franchit le ruisseau de Blagour, à 1,5 km au nord de la gare de Souillac. Le 2 août, la travée métallique du pont est endommagée par une première explosion, mais reste en équilibre. Le 3, les résistants la font tomber à terre. Cette opération interdit toute circulation du train blindé allemand stationné en gare de Brive qui terrorisait la ligne jusqu'à Cahors et elle a perturbé le repli de la 2e division SS Das Reich, installée à Montauban. Le 18 septembre 2011, une délégation franco-américaine a apposé une plaque commémorative sur la pile en bordure de la petite route de Blagour.

## Politique et administration
| Période                                  | Période  | Identité         | Étiquette | Qualité |
| ---------------------------------------- | -------- | ---------------- | --------- | ------- |
| Les données manquantes sont à compléter. |          |                  |           |         |
| 1790                                     | 1792     | Jean Vedrenne    |           |         |
| 1792                                     | 1796     | Thomas Delpech   |           |         |
| 1796                                     | 1800     | Pierre Maturie   |           |         |
| 1800                                     | 1839     | Pierre Castanet  |           |         |
| 1839                                     | 1848     | Etienne Goursac  |           |         |
| 1848                                     | 1862     | Jean Castanet    |           |         |
| 1862                                     | 1909     | Louis Baspeyras  |           |         |
| 1909                                     | 1925     | Antoine Riaucou  |           |         |
| 1925                                     | 1935     | François Riaucou |           |         |
| 1935                                     | 1943     | Marc Chastagnol  |           |         |
| 1943                                     | 1944     | Louis Coste      |           |         |
| 1944                                     | 1965     | Louis Trepie     |           |         |
| 1965                                     | 1989     | Marcel Sourzac   | PCF       |         |
| 1989                                     | 2008     | Léopold Blanc    |           |         |
| 2008                                     | En cours | Ernest Maury     |           |         |

## Démographie
L'évolution du nombre d'habitants est connue à travers les recensements de la population effectués dans la commune depuis 1793. Pour les communes de moins de 10 000 habitants, une enquête de recensement portant sur toute la population est réalisée tous les cinq ans, les populations de référence des années intermédiaires étant quant à elles estimées par interpolation ou extrapolation. Pour la commune, le premier recensement exhaustif entrant dans le cadre du nouveau dispositif a été réalisé en 2006.

En 2022, la commune comptait 796 habitants, en évolution de +0,25 % par rapport à 2016 (Lot : +1,31 %, France hors Mayotte : +2,11 %).
| 1793 | 1800 | 1806 | 1821 | 1831 | 1836 | 1841 | 1846 | 1851 |
| ---- | ---- | ---- | ---- | ---- | ---- | ---- | ---- | ---- |
| 530  | 565  | 890  | 917  | 755  | 914  | 925  | 899  | 964  |

| 1856 | 1861 | 1866 | 1872 | 1876 | 1881  | 1886  | 1891 | 1896 |
| ---- | ---- | ---- | ---- | ---- | ----- | ----- | ---- | ---- |
| 900  | 977  | 979  | 967  | 966  | 1 231 | 1 288 | 937  | 908  |

| 1901 | 1906 | 1911 | 1921 | 1926 | 1931 | 1936 | 1946 | 1954 |
| ---- | ---- | ---- | ---- | ---- | ---- | ---- | ---- | ---- |
| 877  | 794  | 756  | 622  | 555  | 580  | 581  | 602  | 508  |

| 1962 | 1968 | 1975 | 1982 | 1990 | 1999 | 2006 | 2011 | 2016 |
| ---- | ---- | ---- | ---- | ---- | ---- | ---- | ---- | ---- |
| 543  | 555  | 581  | 695  | 774  | 804  | 771  | 762  | 794  |

| 2021 | 2022 | - | - | - | - | - | - | - |
| ---- | ---- | - | - | - | - | - | - | - |
| 795  | 796  | - | - | - | - | - | - | - |

## Économie

### Revenus
En 2018, la commune compte 356 ménages fiscaux, regroupant 727 personnes. La médiane du revenu disponible par unité de consommation est de 20 520 € (20 740 € dans le département).

### Emploi
|                | 2008  | 2013  | 2018  |
| -------------- | ----- | ----- | ----- |
| Commune        | 6,6 % | 7 %   | 9,4 % |
| Département    | 7,3 % | 8,9 % | 9,6 % |
| France entière | 8,3 % | 10 %  | 10 %  |

En 2018, la population âgée de 15 à 64 ans s'élève à 452 personnes, parmi lesquelles on compte 76,5 % d'actifs (67,1 % ayant un emploi et 9,4 % de chômeurs) et 23,5 % d'inactifs,. Depuis 2008, le taux de chômage communal (au sens du recensement) des 15-64 ans est inférieur à celui de la France et du département.
La commune fait partie du pôle principal de l'aire d'attraction de Souillac,. Elle compte 166 emplois en 2018, contre 165 en 2013 et 160 en 2008. Le nombre d'actifs ayant un emploi résidant dans la commune est de 305, soit un indicateur de concentration d'emploi de 54,4 % et un taux d'activité parmi les 15 ans ou plus de 50,5 %.
Sur ces 305 actifs de 15 ans ou plus ayant un emploi, 89 travaillent dans la commune, soit 29 % des habitants. Pour se rendre au travail, 86,6 % des habitants utilisent un véhicule personnel ou de fonction à quatre roues, 1,3 % les transports en commun, 5,6 % s'y rendent en deux-roues, à vélo ou à pied et 6,6 % n'ont pas besoin de transport (travail au domicile).

### Activités hors agriculture

#### Secteurs d'activités
63 établissements sont implantés  à Lachapelle-Auzac au 31 décembre 2019. Le tableau ci-dessous en détaille le nombre par secteur d'activité et compare les ratios avec ceux du département,.
| Secteur d'activité                                                                                        | Commune | Commune | Département |
| Secteur d'activité                                                                                        | Nombre  | %       | %           |
| --- | ------- | ------- | ----------- |
| Ensemble                                                                                                  | 63      |         |             |
| Industrie manufacturière, industries extractives et autres                                                | 15      | 23,8 %  | (14 %)      |
| Construction                                                                                              | 16      | 25,4 %  | (13,9 %)    |
| Commerce de gros et de détail, transports, hébergement et restauration                                    | 10      | 15,9 %  | (29,9 %)    |
| Information et communication                                                                              | 2       | 3,2 %   | (1,8 %)     |
| Activités immobilières                                                                                    | 2       | 3,2 %   | (3,5 %)     |
| Activités spécialisées, scientifiques et techniques et activités de services administratifs et de soutien | 10      | 15,9 %  | (13,5 %)    |
| Administration publique, enseignement, santé humaine et action sociale                                    | 1       | 1,6 %   | (12 %)      |
| Autres activités de services                                                                              | 7       | 11,1 %  | (8,7 %)     |

Le secteur de la construction est prépondérant sur la commune puisqu'il représente 25,4 % du nombre total d'établissements de la commune (16 sur les 63 entreprises implantées  à Lachapelle-Auzac), contre 13,9 % au niveau départemental.

#### Entreprises et commerces
L'entreprise ayant son siège social sur le territoire communal qui génère le plus de chiffre d'affaires en 2020 est : 
- Societe Nouvelle Souillac Golf & Country Club, autres activités liées au sport (1 933 k€).

### Agriculture
La commune est dans les Causses », une petite région agricole occupant une grande partie centrale du département du Lot. En 2020, l'orientation technico-économique de l'agriculture  sur la commune est la polyculture et/ou le polyélevage.
|               | 1988 | 2000 | 2010 | 2020 |
| ------------- | ---- | ---- | ---- | ---- |
| Exploitations | 35   | 28   | 27   | 19   |
| SAU (ha)      | 735  | 945  | 957  | 937  |

Le nombre d'exploitations agricoles en activité et ayant leur siège dans la commune est passé de 35 lors du recensement agricole de 1988  à 28 en 2000 puis à 27 en 2010 et enfin à 19 en 2020, soit une baisse de 46 % en 32 ans. Le même mouvement est observé à l'échelle du département qui a perdu pendant cette période 60 % de ses exploitations,. La surface agricole utilisée sur la commune est restée relativement stable, passant de 735 ha en 1988 à 937 ha en 2020. Parallèlement la surface agricole utilisée moyenne par exploitation a augmenté, passant de 21 à 49 ha.

## Culture locale et patrimoine

### Lieux et monuments
- Église Saint-Nicolas de Lachapelle-Haute. L'édifice est référencé dans la base Mérimée et à l'Inventaire général Région Occitanie[44]. La Peinture monumentale est référencée dans la base Palissy[44].
- Église Sainte-Madeleine de Reyrevignes.
- Le viaduc du Bramefond de 322 m de long pour 43 m de hauteur, utilisé autrefois par la ligne de Souillac à Viescamp-sous-Jallès, est situé en partie sur la commune et sur Souillac.
- Dolmen de la Croix Blanche : 44° 55′ 25″ N, 1° 29′ 25″ E
- La plus grande décharge de pneus de France se trouvait dans la commune[45]. Bien que le site ne reçoive plus de pneus depuis 2004[45], 13 000 tonnes de pneus (contre 25 000 au plus haut) y était encore stockés en 2013[45]. Le site ne se vidant que lentement, il a fini d'être vidé en 2017[46].
- Les sources et émergences du Blagour de Souillac et l’évent du Boulet : des sources dépendantes entre elles et tributaires de la Borrèze. l'Évent du Boulet provoquait des crues dévastatrices[47].

#### Site de l'Insee
1. ↑  « La grille communale de densité », sur le site de l'Insee, 28 mai 2024 (consulté le 28 juin 2024).
2. ↑  « Unité urbaine 2020 de Souillac », sur le site de l'Insee (consulté le 28 juin 2024).
3. 1 2  Insee, « Métadonnées de la commune de Lachapelle-Auzac ».
4. ↑  « Liste des communes composant l'aire d'attraction de Souillac », sur le site de l'Insee (consulté le 28 juin 2024).
5. ↑  Marie-Pierre de Bellefon, Pascal Eusebio, Jocelyn Forest, Olivier Pégaz-Blanc et Raymond Warnod (Insee), « En France, neuf personnes sur dix vivent dans l’aire d’attraction d’une ville », sur le site de l'Insee, 21 octobre 2020 (consulté le 28 juin 2024).
6. ↑  « REV T1 - Ménages fiscaux de l'année 2018 à Lachapelle-Auzac » (consulté le 5 février 2022).
7. ↑  « REV T1 - Ménages fiscaux de l'année 2018 dans le Lot » (consulté le 5 février 2022).
8. 1 2  « Emp T1 - Population de 15 à 64 ans par type d'activité en 2018 à Lachapelle-Auzac » (consulté le 5 février 2022).
9. ↑  « Emp T1 - Population de 15 à 64 ans par type d'activité en 2018 dans le Lot » (consulté le 5 février 2022).
10. ↑  « Emp T1 - Population de 15 à 64 ans par type d'activité en 2018 dans la France entière » (consulté le 5 février 2022).
11. ↑  « Base des aires d'attraction des villes 2020 », sur site de l'Insee (consulté le 10 avril 2021).
12. ↑  « Emp T5 - Emploi et activité en 2018 à Lachapelle-Auzac » (consulté le 5 février 2022).
13. ↑  « ACT T4 - Lieu de travail des actifs de 15 ans ou plus ayant un emploi qui résident dans la commune en 2018 » (consulté le 5 février 2022).
14. ↑  « ACT G2 - Part des moyens de transport utilisés pour se rendre au travail en 2018 » (consulté le 5 février 2022).
15. ↑  « DEN T5 - Nombre d'établissements par secteur d'activité au 31 décembre 2019 à Lachapelle-Auzac » (consulté le 14 février 2022).
16. ↑  « DEN T5 - Nombre d'établissements par secteur d'activité au 31 décembre 2019 dans le Lot » (consulté le 14 février 2022).

#### Autres sources
1. ↑  Carte IGN sous Géoportail
2. 1 2  Daniel Joly, Thierry Brossard, Hervé Cardot, Jean Cavailhes, Mohamed Hilal et Pierre Wavresky, « Les types de climats en France, une construction spatiale », Cybergéo, revue européenne de géographie - European Journal of Geography, no 501,‎ 18 juin 2010 (DOI 10.4000/cybergeo.23155, lire en ligne, consulté le 14 novembre 2023)
3. ↑  « Zonages climatiques en France métropolitaine. », sur pluiesextremes.meteo.fr (consulté le 14 novembre 2023).
4. ↑  « Orthodromie entre Lachapelle-Auzac et Salignac-Eyvigues », sur fr.distance.to (consulté le 14 novembre 2023).
5. ↑  « Station Météo-France « Salignac-Eyvigues » (commune de Salignac-Eyvigues) - fiche climatologique - période 1991-2020 », sur donneespubliques.meteofrance.fr (consulté le 14 novembre 2023).
6. ↑  « Station Météo-France « Salignac-Eyvigues » (commune de Salignac-Eyvigues) - fiche de métadonnées. », sur donneespubliques.meteofrance.fr (consulté le 14 novembre 2023).
7. ↑  « Climadiag Commune : diagnostiquez les enjeux climatiques de votre collectivité. », sur meteofrance.fr, novembre 2022 (consulté le 14 novembre 2023).
8. ↑  « Les espaces protégés. », sur le site de l'INPN (consulté le 10 mai 2022).
9. ↑  « Liste des espaces protégés sur la commune », sur le site de l'inventaire national du patrimoine naturel (consulté le 2 septembre 2021).
10. ↑  « Réserve de biosphère du bassin de la Dordogne », sur mab-france.org (consulté le 2 septembre 2021).
11. ↑  « Bassin de la Dordogne - zone de transition - fiche descriptive », sur le site de l'inventaire national du patrimoine naturel (consulté le 1er septembre 2021).
12. ↑  « Liste des ZNIEFF de la commune de Lachapelle-Auzac », sur le site de l'Inventaire national du patrimoine naturel (consulté le 2 septembre 2021).
13. ↑  « ZNIEFF le « coteau sec de Borie » - fiche descriptive », sur le site de l'inventaire national du patrimoine naturel (consulté le 2 septembre 2021).
14. ↑  « ZNIEFF les « grottes de la Forge et environs » - fiche descriptive », sur le site de l'inventaire national du patrimoine naturel (consulté le 2 septembre 2021).
15. ↑  Carte de la ZNIEFF 730030315, INPN, consulté le 24 septembre 2021. Afin de visualiser correctement la zone par rapport aux communes, cliquer en haut à droite sur la fenêtre « Couches disponibles », barrer d'abord la couche « Orthophotos » avant de cliquer sur « Fonds de cartes », puis sur la couche « Fonds Cartographique IGN ».
16. ↑  « ZNIEFF le « marais et pelouses de Lamothe-Timbergue » - fiche descriptive », sur le site de l'inventaire national du patrimoine naturel (consulté le 2 septembre 2021).
17. ↑  « ZNIEFF la « vallée du Blagour » - fiche descriptive », sur le site de l'inventaire national du patrimoine naturel (consulté le 2 septembre 2021).
18. ↑  « CORINE Land Cover (CLC) - Répartition des superficies en 15 postes d'occupation des sols (métropole). », sur le site des données et études statistiques du ministère de la Transition écologique. (consulté le 14 avril 2021).
19. 1 2 3  « Les risques près de chez moi - commune de Lachapelle-Auzac », sur Géorisques (consulté le 17 octobre 2022).
20. ↑  BRGM, « Évaluez simplement et rapidement les risques de votre bien », sur Géorisques (consulté le 13 septembre 2022).
21. ↑  DREAL Occitanie, « CIZI », sur occitanie.developpement-durable.gouv.fr (consulté le 13 septembre 2022).
22. ↑  « Dossier départemental des risques majeurs dans le Lot », sur lot.gouv.fr (consulté le 13 septembre 2022), partie 1 -  chapitre Risque inondation.
23. ↑  « Dossier départemental des risques majeurs dans le Lot », sur lot.gouv.fr (consulté le 13 septembre 2022).
24. ↑  « Dossier départemental des risques majeurs dans le Lot », sur lot.gouv.fr (consulté le 13 septembre 2022), chapitre Mouvements de terrain.
25. 1 2  « Liste des cavités souterraines localisées sur la commune de Lachapelle-Auzac », sur georisques.gouv.fr (consulté le 13 septembre 2022).
26. ↑  « Retrait-gonflement des argiles », sur le site de l'observatoire national des risques naturels (consulté le 13 septembre 2022).
27. ↑  « Dossier départemental des risques majeurs dans le Lot », sur lot.gouv.fr (consulté le 13 septembre 2022), chapitre Risque transport de matières dangereuses.
28. ↑  Gaston Bazalgues, À la découverte des noms de lieux du Quercy : Toponymie lotoise, Gourdon, Éditions de la Bouriane et du Quercy, juin 2002, 127 p. (ISBN 2-910540-16-2), p. 113.
29. ↑  « Viaduc et Event du Boulet », sur www.intramuros.org (consulté le 11 mai 2025)
30. ↑  « Viaduc de Lamothe », sur www.intramuros.org (consulté le 11 mai 2025)
31. ↑  « Viaduc du Bramefond (Lachapelle-Auzac, 1889) », sur Structurae (consulté le 11 mai 2025)
32. ↑  « Lachapelle-Auzac. En mémoire du sabotage du viaduc de Lamothe », sur ladepeche.fr (consulté le 11 mai 2025)
33. ↑  « Lachapelle-Auzac. 67 ans après : la nuit où le viaduc a sauté », sur ladepeche.fr (consulté le 11 mai 2025)
34. ↑  « Les maires de Lachapelle-Auzac », sur Site francegenweb, 19 février 2011 (consulté le 14 juin 2017).
35. ↑  L'organisation du recensement, sur insee.fr.
36. ↑  Calendrier départemental des recensements, sur insee.fr.
37. ↑  Des villages de Cassini aux communes d'aujourd'hui sur le site de l'École des hautes études en sciences sociales.
38. ↑  Fiches Insee - Populations de référence de la commune pour les années 2006, 2007, 2008, 2009, 2010, 2011, 2012, 2013, 2014, 2015, 2016, 2017, 2018, 2019, 2020, 2021 et 2022.
39. ↑  « Entreprises à Lachapelle-Auzac », sur entreprises.lefigaro.fr (consulté le 14 février 2022).
40. ↑  « Les régions agricoles (RA), petites régions agricoles(PRA) - Année de référence : 2017 », sur agreste.agriculture.gouv.fr (consulté le 14 février 2022).
41. ↑  Présentation des premiers résultats du recensement agricole 2020, Ministère de l’agriculture et de l’alimentation, 10 décembre 2021
42. 1 2  « Fiche de recensement agricole - Exploitations ayant leur siège dans la commune de Lachapelle-Auzac - Données générales », sur recensement-agricole.agriculture.gouv.fr (consulté le 14 février 2022).
43. ↑  « Fiche de recensement agricole - Exploitations ayant leur siège dans le département du Lot » (consulté le 14 février 2022).
44. 1 2  « Église paroissiale Saint-Nicolas », sur pop.culture.gouv.fr (consulté le 3 juin 2021).
45. 1 2 3  "Il reste encore 13 000 tonnes de pneus à enlever", Ouest-France, du lundi 22 avril, page 4 France
46. ↑  https://france3-regions.francetvinfo.fr/occitanie/lot/cahors/lot-lachapelle-auzac-enfin-debarassee-ses-25-000-tonnes-vieux-pneus-1370417.html
47. ↑  Les abîmes : les eaux souterraines, les cavernes, les sources, la spélæologie : explorations souterraines effectuées de 1888 à 1893 en France, Belgique, Autriche et Grèce, Paris, Librairie Ch. Delagrave, 1894, 578 p. (lire en ligne), chap. XIX (« Le Causse de Martel »), p. 356-359.